# 刘冬冬
刘冬冬（1945年10月—2015年2月25日），湖北省黄陂县人，中国人民解放军上将。

## 生平
1961年，刘冬冬加入中国人民解放军。1963年，加入中国共产党。之后在军队中历任军团、师、军级政治处宣传干事。1976年，任陆军师政治部宣传科科长，此后历任陆军团副政委兼政治处主任、处长、师政治部主任、师副政委、师政委，陆军第四十七集团军政治部主任、党委常委。1992年晋升为少将军衔。之后历任陆军第四十七集团军副政委、党委常委，兰州军区政治部副主任、党委委员，陆军第二十一集团军政委、党委书记，兰州军区政治部主任、党委常委。1999年7月晋升为中将军衔。2000年任兰州军区政委、党委书记。2002年改任济南军区政委、党委书记。2004年6月晋升为中国人民解放军上将。2010年卸任退役，同年10月28日任全国人大外事委员会副主任委员。
2015年2月25日，刘冬冬在北京逝世，享年69岁。